# Hominidzi
Hominidzi (tyt. oryg. Hominids) – powieść science fiction kanadyjskiego pisarza Roberta J. Sawyera. Opublikowana najpierw w czasopiśmie „Analog Science Fiction and Fact”, wydana w 2002 r. przez Tor Books, zdobyła nagrodę Hugo w 2003 r. Polskie tłumaczenie Agnieszki Jacewicz wydało w 2007 Wydawnictwo Solaris.
Powieść jest pierwszą w trylogii Neandertalska paralaksa, następne części to: Ludzie (Humans, 2003; wyd. polskie Solaris 2007) oraz Hybrydy (Hybrids 2003; wyd. polskie Solaris 2008).

## Fabuła
Akcja toczy się w Sudbury Neutrino Observatory w Greater Sudbury w Kanadzie. Do naszego świata przez szczelinę międzywymiarową (wygenerowaną przez komputer kwantowy) dostaje się jeden z mieszkańców równoległej rzeczywistości, tamtejszy naukowiec Ponter Boddit. W jego świecie to ludzi wyginęli, a przeżyli neandertalczycy.
Równocześnie w świecie neandertalczyków zostaje zauważone zniknięcie naukowca, a z braku innych możliwości oskarżony o morderstwo zostaje jego partner, Adikor Huld. Aby udowodnić swą niewinność, mężczyzna proponuje powtórkę eksperymentu. Powtórka się udaje i neandertalczyk wraca do swojego świata.

## Główne postaci
Ludzie (Gliksini)
- Mary Vaughann
- Cornelius Ruskin
- Reuben Montego
- Louise Benoît

Neandertalczycy (Barastowie)
- Ponter Boddit
- Adikor Huld
- Jasmel Ket
- Mega Bek
- Daklar Bolbay
- Hak (komputer)